# Grote Prijs Jef Scherens 2011
Il Grote Prijs Jef Scherens 2011, quarantacinquesima edizione della corsa, valido come evento dell'UCI Europe Tour 2011, si svolse il 4 settembre 2011 per un percorso di 183,3 km. Fu vinto dal francese Jérôme Pineau, che giunse al traguardo in 4h 21' 00" alla media di 42,13 km/h.
Furono 104 i ciclisti che portarono a termine la competizione.

## Ordine d'arrivo (Top 10)
| Pos. | Corridore           | Squadra        | Tempo    |
| ---- | ------------------- | -------------- | -------- |
| 1    | Jérôme Pineau       | Quickstep      | 4h21'00" |
| 2    | Kenny Dehaes        | Omega Pharma   | s.t.     |
| 3    | G. Van Keirsbulck   | Quickstep      | s.t.     |
| 4    | Stefan van Dijk     | Verandas Will. | s.t.     |
| 5    | Michael Van Staeyen | Topsport Vl.   | s.t.     |
| 6    | Michael Matthews    | Rabobank       | s.t.     |
| 7    | Marcel Sieberg      | Omega Pharma   | s.t.     |
| 8    | Pierpaolo De Negri  | Farnese Vini   | s.t.     |
| 9    | Kenneth Van Bilsen  | Donckers Kof.  | s.t.     |
| 10   | Fabien Schmidt      | FDJ            | s.t.     |